# VfB 06 Großauheim
Der VfB 06 Großauheim ist ein Fußballverein im heutigen Hanauer Stadtteil Großauheim. Der 1906 gegründete Verein hatte seine Blütezeit in den 1930er und 1940er Jahren, als die erste Fußballmannschaft lange Zeit in den obersten hessischen Ligen spielte. In den letzten Jahrzehnten war der VfB 06 zuletzt zwischen 1980 und 1984 höherklassig (Landesliga Hessen Süd) vertreten, zumeist aber in den Spielklassen der Fußballregion Frankfurt.

## Geschichte
Der Verein wurde am 10. Januar 1906 unter dem Namen 1. Großauheimer Fußballclub 1906 im Gasthaus „Zum alten Löwen“ (dem heutigen Alten Rathaus) gegründet. Bei den ersten Mitgliedern handelte es sich vorwiegend um junge Kaufleute, als erste Spielstätte wurde eine gemeindeeigene Wiese gegenüber der Lindenau gepachtet. Auf diese erste Vereinsgründung entstanden mehrere weitere Fußballvereine in Großauheim, die sich, nicht zuletzt aufgrund des seinerzeit noch relativ geringen Interesses an der noch jungen Sportart, schließlich 1910 zur Großauheimer Fußballvereinigung 1910 zusammenschlossen. 1912 kam es zum ersten Lokalderby, der 1. FC 06 gewann das Spiel mit 1:0. Überregional waren beide Vereine in den Anfangsjahren wenig erfolgreich. Als die Mannschaft der Fußballvereinigung in der ersten Verbandsspielzeit nach dem Ersten Weltkrieg 1919/20 erstmals in der obersten Spielklasse, der Kreisliga Nordmain, antrat, belegte sie trotz starker Konkurrenten wie Hanau 93, FSV Frankfurt und dem Eintracht-Vorläufer Frankfurter FV nach der Vorrunde zwar überraschend den zweiten Platz nach der Vorrunde, stieg aber am Saisonende dennoch umgehend wieder ab.
Am 1. Mai 1921 schlossen sich die beiden örtlichen Fußballvereine zum Verein für Bewegungsspiele (VfB) zusammen und waren mit nunmehr rund 500 Mitgliedern der größte Verein der Gemeinde. Die erste gemeinsame Spielzeit auf dem Sportplatz an der Lindenau konnte ein Jahr später erfolgreich abgeschlossen werden, so dass der VfB Großauheim 1922 in die höchste Spielklasse aufstieg. Der Erfolg war allerdings nicht von langer Dauer, denn schon ein Jahr darauf musste man wieder den Gang in die Zweitklassigkeit antreten. Nicht zuletzt aufgrund des sportlichen Misserfolges spaltete sich 1924 der ehemalige FC 06 wieder ab. 1929/30 spielten beide Vereine erstmals wieder in einer gemeinsamen Liga, der zweitklassigen Kreisliga Mittelmain, der Sprung in die höchste Spielklasse gelang aber bis 1933 keinem der Lokalrivalen, wenngleich der VfB 1931 und 1933 immerhin die Aufstiegsrunden zur höchsten Spielklasse erreichte. Nach der „Machtergreifung“ der Nationalsozialisten wurde am 10. Februar 1934 die von den neuen Machthabern forcierte Zusammenfassung der Großauheimer Fußballvereine im VfB 06 Großauheim vollzogen, neben Fußball wurde in diesem Verein seinerzeit auch Leichtathletik und Geländesport betrieben.
Nach der neuerlichen Fusion stellte sich der sportliche Erfolg allmählich wieder ein, und angeführt von Ausnahmespieler Helmut Fiedler gelang der Mannschaft mit der Meisterschaft in der Bezirksklasse 1936/37 der Aufstieg in die Gauliga Hessen, die damals als höchste Spielklasse das Gebiet von Nord-, Mittel- und Osthessen umfasste. Im Gegensatz zu den früheren Gastspielen in der höchsten Liga waren die Großauheimer hier recht erfolgreich. Der Höhepunkt dieser Jahre wurde in der Saison 1939/40 erreicht, als der VfB 06 punktgleich mit Hanau 93 den zweiten Platz in der Südstaffel der hessischen Bereichsklasse belegte. Trotz schwieriger Umstände hielt der Verein den Spielbetrieb während des Zweiten Weltkrieges aufrecht und hielt sich bis 1942 in der höchsten Spielstufe, im Herbst 1944 wurden die Meisterschaftsrunden schließlich kriegsbedingt eingestellt.
Bereits kurz nach Kriegsende wurde in Großauheim wieder Fußball gespielt, das erste Nachkriegsspiel gegen Hanau 93 mit 2:1 gewonnen. Am zweiten Weihnachtsfeiertag des Jahres 1945 beschlossen die Mitglieder, den Verein unter dem alten Namen VfB 06 Großauheim neu zu gründen, was notwendig geworden war, nachdem alle Vereine durch die Alliierten formell aufgelöst worden waren. Anfang 1946 wurde der Verbandsspielbetrieb im hessischen Oberhaus wiederaufgenommen. Dies war in den Nachkriegsjahren zunächst die zweite Spielstufe unterhalb der neuen Oberligen, in deren Südstaffel lediglich drei hessische Mannschaften (Eintracht und FSV Frankfurt sowie Kickers Offenbach) aufgenommen worden waren. Dementsprechend stark besetzt war die zweite Spielstufe (1945/46: „Landesliga Großhessen-Ost“, 1946/47 „Landesliga Frankfurt-Ost“, danach „Landesliga Hessen“). Auch wenn man sich in diesen Jahren zurecht als „Hanaus Nummer 1“ bezeichnen durfte, konnte der VfB 06 die Klasse nicht lange halten. 1948/49 reichten nur vier Saisonsiege nicht zum Klassenerhalt, und die Rückkehr in die höchste hessische Liga gelang den Großauheimern seither nicht mehr. Einen letzten Anlauf hierzu gab es in der Runde 1953/54, als der VfB 06 zwar knapp vor 1860 Hanau Staffelmeister wurde, in der Aufstiegsrunde aber an Union Niederrad scheiterte. Nur wenige Jahre später verschwand man in den unteren Spielklassen.
Es dauerte bis Ende der 1970er Jahre, bis sich beim VfB 06 Großauheim wieder eine überregional konkurrenzfähige Mannschaft entwickelt hatte. 1979 in die Bezirksklasse zurückgekehrt, gelang in der darauf folgenden Spielzeit der Durchmarsch in die Landesliga, wo man in der Debütsaison 1980/81 sogar um den Titel und damit um den Aufstieg mitspielte. Im Entscheidungsspiel gegen die SpVgg Dietesheim am 6. Juni 1981 lag man durch einen Treffer von Torjäger Dietmar Heck sogar in Führung, verlor die Begegnung vor 7000 Zuschauern am Ende allerdings mit 1:2. Die Erfolgsmannschaft fiel anschließend allmählich auseinander und 1984 musste der VfB erneut den Gang in die unteren Ligen antreten. Seither spielt die erste Mannschaft in den Bezirks- und Kreisligen der Fußballregion Frankfurt.

## Spielstätte
Der Sportplatz an der Lindenau war in den Anfangsjahren ein rauer, enger ehemaliger Exerzierplatz. Das damalige Vereinsgelände wurde ab Anfang der 1950er Jahre wesentlich vergrößert, durch ein zweites Spielfeld ergänzt und schließlich entstand mit dem Bau einer festen Umkleidekabine das erste Gebäude auf dem Sportgelände. Mit einer Festwoche mit dem Höhepunkt eines Freundschaftsspieles gegen den amtierenden deutschen Meister Borussia Dortmund (3:8) feierte man im Juni 1956 damit nicht nur das 50-jährige Vereinsjubiläum, sondern auch den gelungenen Ausbau der Heimstätte. Am 2. Juli 1968 wurde mit der Modernisierung der Anlage der nächste Schritt vollzogen und anlässlich der Stadioneinweihung Borussia Fulda empfangen (1:2). Das Gelände an der Lindenau ist noch immer die Heimstätte des heutigen Stadtteilvereins.